# Benjamin de La Villatte
Benjamin de La Villatte est un littérateur et poète (et accessoirement compositeur) français, actif dans le second quart du XVIIe siècle, né à Paris vers 1566 ou 1567 et mort à Champeaux le 7 février 1641.

## Biographie
Il fut chanoine de l’église collégiale de Saint-Martin de Champeaux (Seine-et-Marne) à partir de 1585 et vraisemblablement jusqu’à sa mort (il l’était encore en 1639). À la fin de sa vie, il était doyen des chanoines. À sa mort, il avait légué les sommes nécessaires pour un salut le 11 novembre, suivi d'une messe le 12, et d'une grand-messe le 7 mars.
Il était aussi chapelain de la chapelle Saint-Eloi des Bordes, près d'Andrezel.
Son épitaphe a été relevée dans l'église de Champeaux et fournit sa date de décès ; elle est agrémentée de vers qui font référence à sa biographie de sainte Fare :
Villatte mis en ce tombeau
Meurt une fois pour toujours vivre
Il vit là-haut comme un flambeau
Et ça bas es page du livre
Où doucement il a chanté
Sainte Fare et sa chasteté
O mortel ! Cela te convie
A louer sa mort et sa vie.
O passant, quiconque tu sois,
Pense à cet Orion françoys,
Qui sur la veille du naufrage
Menaçant sa dernière fin
Ne peut avoir aucun Dauphin
Pour calmer son mortel orage
Il a fait bris par son trépas
Prie pour luy, n'y manque pas.

## Œuvres spirituelles
Comme poète il était peu apprécié par Goujet.
- Fleurs de prières de l’harmonie mystique sur les psaumes de David... Paris : 1625. 8°, 219 p.
- Songe et son interprétation, avec un hermitage chrestien... (en vers). Paris :  1626. 12°, 152-202-11 p.
Ce recueil se termine avec 7 sonnets et une ode à Jean Bachot, curé de Mormant (auteur par ailleurs des Noctes Mormantinae (1641), qui citent La Villatte.
- Tableaux de la naissance, de la vie, du progrès et de la fin miraculeuse de saincte Fare... Paris : 1629. 8°, 864 p.
- Madrigals, avec leurs moralités, à divers personnages de ce siècle... Ensemble les annotations sur iceux madrigals et sur leurs moralités, par René Le Cordenet. Paris : 1634. 12°.
- Nouveaux cantiques spirituels avec leurs airs nottez composez par Me Benjamin de la Villate chanoine en l'Église collegiale de S. Martin de Champeaux en Brye, et l'ancien au chapitre. Paris : Robert III Ballard, 1639. Guillo 2003 n° 1639-G.
Édition perdue, dont l'existence est attestée par les catalogues de la maison Ballard et les notes de Sébastien de Brossard. D’après celles-ci les vers et les chants étaient du même auteur et il n’y avait qu’un dessus sans basse.